# Gran Premio di superbike di Phillip Island 2015
Il Gran Premio di superbike di Phillip Island 2015 è stato la prima prova del mondiale superbike del 2015, nello stesso fine settimana si è corso il primo gran premio stagionale del mondiale supersport del 2015.
La ventottesima stagione del mondiale Superbike si apre con la vittoria in gara 1 per Jonathan Rea ed in gara 2 per Leon Haslam. Da rimarcare come la pole position, i giri veloci e la composizione del podio in entrambe le gare, sono state tutte ad appannaggio di piloti di nazionalità britannica.
La gara del mondiale Supersport viente vinta dal francese Jules Cluzel con la MV Agusta.

## Superbike

### Gara 1
Fonte
Il pilota nordirlandese Jonathan Rea, autore della pole position di sabato, vince subito alla sua prima gara con la Kawasaki ZX-10R, avanzando di soli 39 millesimi Leon Haslam con la Aprilia RSV4 RF, terzo Chaz Davies, che completa un podio tutto composto da piloti di nazionalità britannica.
Per Jonathan Rea si tratta della sedicesima vittoria della sua carriera nel mondiale Superbike, prima da pilota Kawasaki, mentre le precedenti quindici affermazioni sono state realizzate con moto Honda.
Al quarto posto si classifica Jordi Torres e al quinto Michael van der Mark (iridato nel mondiale Supersport la passata stagione), entrambi esordienti nel mondiale Superbike, mentre Tom Sykes giunge al sesto posto, con il campione del mondo in carica, Sylvain Guintoli, settimo alla prima gara con il team PATA Honda (la passata stagione correva per il team Aprilia Racing).
Da segnalare il ritorno in gara nel mondiale Superbike, a distanza di sei anni dal ritiro, per Troy Bayliss (tre volte campione mondiale di categoria), il pilota australiano, ingaggiato dal team Aruba.it Racing-Ducati SBK in veste di pilota sostitutivo dell'infortunato Davide Giugliano, chiude gara 1 in tredicesima posizione. Bayliss, proprio con i tre punti di questa gara, ottenuti all'età di 45 anni, 10 mesi e 8 giorni, diviene il secondo pilota più anziano ad ottenere punti nel mondiale Superbike, il primato è detenuto da Frantisek Mrazek quando realizzò punti al GP del Canada 1991 all'età di 55 anni e 25 giorni.

#### Arrivati al traguardo
| Pos. | Nº | Pilota               | Squadra                          | Motocicletta      | Giri | Tempo     | Griglia | Punti |
| ---- | -- | -------------------- | -------------------------------- | ----------------- | ---- | --------- | ------- | ----- |
| 1º   | 65 | Jonathan Rea         | Kawasaki Racing                  | Kawasaki ZX-10R   | 22   | 33'58.385 | 1º      | 25    |
| 2º   | 91 | Leon Haslam          | Aprilia Racing Team - Red Devils | Aprilia RSV4 RF   | 22   | +0.039    | 3º      | 20    |
| 3º   | 7  | Chaz Davies          | Aruba.it Racing-Ducati SBK       | Ducati Panigale R | 22   | +0.496    | 2º      | 16    |
| 4º   | 81 | Jordi Torres         | Aprilia Racing Team - Red Devils | Aprilia RSV4 RF   | 22   | +2.259    | 7º      | 13    |
| 5º   | 60 | Michael van der Mark | PATA Honda                       | Honda CBR1000RR   | 22   | +9.838    | 4º      | 11    |
| 6º   | 66 | Tom Sykes            | Kawasaki Racing                  | Kawasaki ZX-10R   | 22   | +13.761   | 8º      | 10    |
| 7º   | 1  | Sylvain Guintoli     | PATA Honda                       | Honda CBR1000RR   | 22   | +14.021   | 9º      | 9     |
| 8º   | 18 | Nicolás Terol        | Althea Racing                    | Ducati Panigale R | 22   | +15.954   | 6º      | 8     |
| 9º   | 22 | Alex Lowes           | VOLTCOM Crescent Suzuki          | Suzuki GSX-R1000  | 22   | +21.106   | 5º      | 7     |
| 10º  | 2  | Leon Camier          | MV Agusta Reparto Corse          | MV Agusta 1000 F4 | 22   | +24.771   | 14º     | 6     |
| 11º  | 15 | Matteo Baiocco       | Althea Racing                    | Ducati Panigale R | 22   | +28.920   | 10º     | 5     |
| 12º  | 36 | Leandro Mercado      | Barni Racing                     | Ducati Panigale R | 22   | +35.929   | 24º     | 4     |
| 13º  | 21 | Troy Bayliss         | Aruba.it Racing-Ducati SBK       | Ducati Panigale R | 22   | +40.315   | 13º     | 3     |
| 14º  | 77 | Jed Metcher          | Race Center - Demolition Plus    | Kawasaki ZX-10R   | 22   | +45.090   | 15º     | 2     |
| 15º  | 20 | Sylvain Barrier      | BMW Motorrad Italia              | BMW S1000 RR      | 22   | +46.444   | 17º     | 1     |
| 16º  | 40 | Román Ramos          | Team Go Eleven                   | Kawasaki ZX-10R   | 22   | +53.331   | 19º     |       |
| 17º  | 14 | Randy de Puniet      | VOLTCOM Crescent Suzuki          | Suzuki GSX-R1000  | 22   | +58.811   | 12º     |       |
| 18º  | 72 | Larry Pegram         | Hero EBR                         | EBR 1190 RX       | 22   | +1:06.071 | 21º     |       |
| 19º  | 51 | Santiago Barragán    | Grillini SBK                     | Kawasaki ZX-10R   | 22   | +1:06.110 | 20º     |       |
| 20º  | 10 | Imre Tóth            | BMW Team Toth                    | BMW S1000 RR      | 21   | +1 giro   | 23º     |       |

#### Ritirati
| Nº | Pilota             | Squadra      | Motocicletta    | Giri | Griglia |
| -- | ------------------ | ------------ | --------------- | ---- | ------- |
| 59 | Niccolò Canepa     | Hero EBR     | EBR 1190 RX     | 15   | 16º     |
| 23 | Christophe Ponsson | Grillini SBK | Kawasaki ZX-10R | 9    | 22º     |

#### Non partiti
| Nº | Pilota          | Squadra        | Motocicletta    | Griglia |
| -- | --------------- | -------------- | --------------- | ------- |
| 12 | Matthew Walters | Team Pedercini | Kawasaki ZX-10R | 18º     |
| 44 | David Salom     | Team Pedercini | Kawasaki ZX-10R | 11º     |
| 75 | Gábor Rizmayer  | BMW Team Toth  | BMW S1000 RR    |         |

### Gara 2
Fonte
Così come accaduto nella prima gara, anche in gara 2 il confronto per il primo posto è circoscritto a Jonathan Rea ed a Leon Haslam. La vittoria in questa seconda frazione è però di Haslam del Aprilia Racing Team - Red Devils, il pilota britannico, giunto alla quarta affermazione totale della sua carriera nel mondiale Superbike, torna in questo modo alla vittoria a distanza di più di quattro anni dal suo ultimo successo nel mondiale Superbike, quando vinse gara 2 al GP di Kyalami del 2010 con la Suzuki GSX-R1000 del team Suzuki Alstare. Secondo per soli dieci millesimi giunge Jonathan Rea, con Chaz Davies che si conferma terzo, così come avvenuto anche nella prima gara.
Al termine di questo GP, la classifica mondiale vede Rea e Haslam entrambi al primo posto con 45 punti, con Davies terzo con 32 punti totali.

#### Arrivati al traguardo
| Pos. | Nº | Pilota             | Squadra                          | Motocicletta       | Giri | Tempo     | Griglia | Punti |
| ---- | -- | ------------------ | -------------------------------- | ------------------ | ---- | --------- | ------- | ----- |
| 1º   | 91 | Leon Haslam        | Aprilia Racing Team - Red Devils | Aprilia RSV4 RF    | 22   | 33'58.711 | 3º      | 25    |
| 2º   | 65 | Jonathan Rea       | Kawasaki Racing                  | Kawasaki ZX-10R    | 22   | +0.010    | 1º      | 20    |
| 3º   | 7  | Chaz Davies        | Aruba.it Racing-Ducati SBK       | Ducati Panigale R  | 22   | +0.298    | 2º      | 16    |
| 4º   | 66 | Tom Sykes          | Kawasaki Racing                  | Kawasaki ZX-10R    | 22   | +5.242    | 8º      | 13    |
| 5º   | 1  | Sylvain Guintoli   | PATA Honda                       | Honda CBR1000RR SP | 22   | +14.649   | 9º      | 11    |
| 6º   | 18 | Nicolás Terol      | Althea Racing                    | Ducati Panigale R  | 22   | +16.025   | 6º      | 10    |
| 7º   | 14 | Randy de Puniet    | VOLTCOM Crescent Suzuki          | Suzuki GSX-R1000   | 22   | +22.300   | 12º     | 9     |
| 8º   | 2  | Leon Camier        | MV Agusta Reparto Corse          | MV Agusta 1000 F4  | 22   | +23.606   | 14º     | 8     |
| 9º   | 15 | Matteo Baiocco     | Althea Racing                    | Ducati Panigale R  | 22   | +23.818   | 10º     | 7     |
| 10º  | 40 | Román Ramos        | Team Go Eleven                   | Kawasaki ZX-10R    | 22   | +35.775   | 19º     | 6     |
| 11º  | 36 | Leandro Mercado    | Barni Racing                     | Ducati Panigale R  | 22   | +39.929   | 24º     | 5     |
| 12º  | 20 | Sylvain Barrier    | BMW Motorrad Italia              | BMW S1000 RR       | 22   | +46.267   | 17º     | 4     |
| 13º  | 51 | Santiago Barragán  | Grillini SBK                     | Kawasaki ZX-10R    | 22   | +57.893   | 20º     | 3     |
| 14º  | 72 | Larry Pegram       | Hero EBR                         | EBR 1190 RX        | 22   | +1:02.676 | 21º     | 2     |
| 15º  | 23 | Christophe Ponsson | Grillini SBK                     | Kawasaki ZX-10R    | 22   | +1:05.262 | 22º     | 1     |
| 16º  | 21 | Troy Bayliss       | Aruba.it Racing-Ducati SBK       | Ducati Panigale R  | 21   | +1 giro   | 13º     |       |
| 17º  | 10 | Imre Tóth          | BMW Team Toth                    | BMW S1000 RR       | 21   | +1 giro   | 23º     |       |

#### Ritirati
| Nº | Pilota               | Squadra                          | Motocicletta       | Giri | Griglia |
| -- | -------------------- | -------------------------------- | ------------------ | ---- | ------- |
| 60 | Michael van der Mark | PATA Honda                       | Honda CBR1000RR SP | 18   | 4º      |
| 81 | Jordi Torres         | Aprilia Racing Team - Red Devils | Aprilia RSV4 RF    | 17   | 7º      |
| 77 | Jed Metcher          | Race Center - Demolition Plus    | Kawasaki ZX-10R    | 3    | 15º     |
| 22 | Alex Lowes           | VOLTCOM Crescent Suzuki          | Suzuki GSX-R1000   | 1    | 5º      |

#### Non partiti
| Nº | Pilota          | Squadra        | Motocicletta    | Griglia |
| -- | --------------- | -------------- | --------------- | ------- |
| 12 | Matthew Walters | Team Pedercini | Kawasaki ZX-10R | 18º     |
| 44 | David Salom     | Team Pedercini | Kawasaki ZX-10R | 11º     |
| 75 | Gábor Rizmayer  | BMW Team Toth  | BMW S1000 RR    |         |
| 59 | Niccolò Canepa  | Hero EBR       | EBR 1190 RX     | 16º     |

## Supersport
Fonte
La prima gara stagionale del mondiale Supersport vede il team MV Agusta Reparto Corse portare a compimento una doppietta, con Jules Cluzel autore della pole position e vincitore della gara e Lorenzo Zanetti secondo, entrambi alla guida della MV Agusta F3 675. Al terzo posto in questa gara si classifica Gino Rea con la Honda CBR600RR del team CIA Landlords Insurance Honda, il pilota britannico rientra nel mondiale Supersport dopo aver corso le ultime tre stagioni nella classe Moto2 del motomondiale.
Per il francese Cluzel si tratta dell'ottava vittoria della sua carriera nel mondiale Supersport, quarta da pilota della MV Agusta, affermazione che gli consente di prendere la prima posizione in campionato.

### Arrivati al traguardo
| Pos. | Nº  | Pilota              | Squadra                       | Motocicletta     | Giri | Tempo     | Griglia | Punti |
| ---- | --- | ------------------- | ----------------------------- | ---------------- | ---- | --------- | ------- | ----- |
| 1º   | 16  | Jules Cluzel        | MV Agusta Reparto Corse       | MV Agusta F3 675 | 18   | 28'19.638 | 1º      | 25    |
| 2º   | 87  | Lorenzo Zanetti     | MV Agusta Reparto Corse       | MV Agusta F3 675 | 18   | +3.494    | 3º      | 20    |
| 3º   | 4   | Gino Rea            | CIA Landlords Insurance Honda | Honda CBR600RR   | 18   | +8.636    | 4º      | 16    |
| 4º   | 111 | Kyle Smith          | PATA Honda                    | Honda CBR600RR   | 18   | +8.668    | 5º      | 13    |
| 5º   | 9   | Ratthapark Wilairot | CORE'' Motorsport Thailand    | Honda CBR600RR   | 18   | +10.613   | 6º      | 11    |
| 6º   | 54  | Kenan Sofuoğlu      | Kawasaki Puccetti Racing      | Kawasaki ZX-6R   | 18   | +18.608   | 2º      | 10    |
| 7º   | 25  | Alex Baldolini      | Race Department ATK#25        | MV Agusta F3 675 | 18   | +18.701   | 16º     | 9     |
| 8º   | 44  | Roberto Rolfo       | Team Lorini                   | Honda CBR600RR   | 18   | +18.741   | 8º      | 8     |
| 9º   | 6   | Dominic Schmitter   | Team Go Eleven                | Kawasaki ZX-6R   | 18   | +21.333   | 9º      | 7     |
| 10º  | 99  | Patrick Jacobsen    | Kawasaki Intermoto Ponyexpres | Kawasaki ZX-6R   | 18   | +26.448   | 13º     | 6     |
| 11º  | 11  | Christian Gamarino  | Team Go Eleven                | Kawasaki ZX-6R   | 18   | +26.979   | 19º     | 5     |
| 12º  | 5   | Marco Faccani       | San Carlo Puccetti Racing     | Kawasaki ZX-6R   | 18   | +26.992   | 15º     | 4     |
| 13º  | 41  | Aiden Wagner        | Oz Wildcard Racing            | Yamaha YZF R6    | 18   | +34.058   | 12º     | 3     |
| 14º  | 68  | Glenn Scott         | AARK Racing                   | Honda CBR600RR   | 18   | +36.066   | 18º     | 2     |
| 15º  | 61  | Fabio Menghi        | VFT Racing                    | Yamaha YZF R6    | 18   | +36.624   | 11º     | 1     |
| 16º  | 19  | Kevin Wahr          | SMS Racing                    | Honda CBR600RR   | 18   | +37.284   | 17º     |       |
| 17º  | 20  | Alex Phillis        | Team Lorini                   | Honda CBR600RR   | 18   | +42.091   | 20º     |       |
| 18º  | 74  | Kieran Clarke       | CIA Landlords Insurance Honda | Honda CBR600RR   | 18   | +1:07.842 | 21º     |       |
| 19º  | 24  | Marcos Ramírez      | CATBIKE/exit                  | Kawasaki ZX-6R   | 18   | +1:07.976 | 22º     |       |

### Ritirati
| Nº | Pilota          | Squadra                       | Motocicletta   | Giri | Griglia |
| -- | --------------- | ----------------------------- | -------------- | ---- | ------- |
| 84 | Riccardo Russo  | CIA Landlords Insurance Honda | Honda CBR600RR | 15   | 10º     |
| 36 | Martín Cárdenas | CIA Landlords Insurance Honda | Honda CBR600RR | 14   | 14º     |
| 14 | Lucas Mahias    | Kawasaki Intermoto Ponyexpres | Kawasaki ZX-6R | 13   | 7º      |
| 10 | Nacho Calero    | CATBIKE/exit                  | Kawasaki ZX-6R | 13   | 24º     |

### Non partito
| Nº | Pilota      | Squadra            | Motocicletta        |
| -- | ----------- | ------------------ | ------------------- |
| 17 | Sam Lambert | Sam Lambert Racing | Triumph Daytona 675 |